# الملاك الظالم (فلم)
الملاك الظالم فيلم مصري تم إنتاجه عام 1954، إخراج حسن الإمام وبطولة فاتن حمامة وكمال الشناوي وزهرة العلا ومحمود المليجي.

## قصة الفيلم
تشهد طفلة صغيرة شهادة تؤدي لدخول والدها إلى السجن ظلمًا، حيث تشاهد والدها خارجًا من عند القتيلة فتعتقد أنه هو من قتلها، يتولى المحامي تربية الابنة حتى تكبر، تعمل الابنة باحثة اجتماعية وتنفذ بحثًا عن السجون والحالات الإنسانية فيه، تقابل والدها بالصدفة في أحد السجون جاهلة أنه والدها ثم تعرف بعد ذلك ما حدث وتحاول إثبات براءة، مستعينة بخطيبها ضابط الشرطة بالرغم من رفض والده ذلك اعتقادًا منه أن ابن المجرم لا بد وأن يكون مجرمًا مثله.

## تمثيل
| - فاتن حمامة:نادية - حسين رياض:بهجت بك - كمال الشناوي:حسين - زهرة العلا:سميرة - محمود المليجي:جسور - سراج منير:حافظ بك - عبد الوارث عسر: عم إبراهيم | - فردوس محمد:حفيظة هانم - فاخر فاخر:حسونة - زينات صدقي:فهيمة - عزيزة حلمي:والدة نادية - فرج النحاس:ياسين - محمد الطوخي:الطبيب | - عبد الحميد زكي:مجرم - زكي إبراهيم:القاضي - محمد صبيح:المخبر - فوزية إبراهيم - نادية الشناوي:الطفلة - هند رستم:راقصة الملهي |

## وصلات خارجية
- مقالات تستعمل روابط فنية بلا صلة مع ويكي بيانات